# Cilindro mestre (freio)
O cilindro mestre é um componente essencial do sistema de freios de um veículo. Sua função é converter a força mecânica aplicada pelo motorista no pedal de freio em pressão hidráulica. Essa pressão é transmitida através do fluido de freio pelas linhas hidráulicas até os cilindros de freio nas rodas, que então aplicam a força necessária para acionar os freios e parar o veículo.

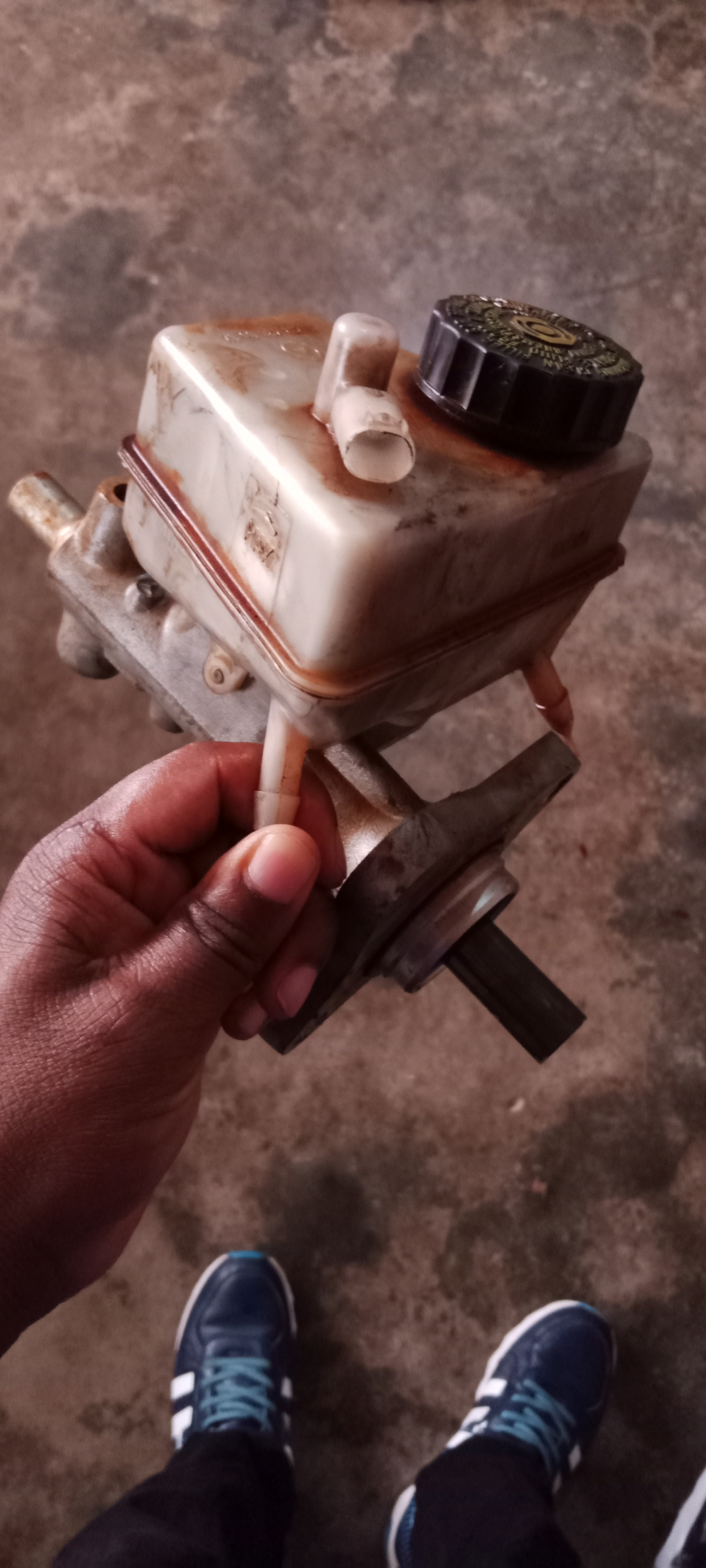
Cilindro mestre de freio para Mercedes Benz C240.

O reservatório de fluido garante o fornecimento de fluido quando aumenta a absorção devido ao desgaste das pastilhas. O equilíbrio da pressão quando não é aplicado o freio é dado pelo furo de compensação. Há dois tipos de cilindro mestre: simples e duplo. Logo há vários tipos de circuito de freio:
- Cilindro mestre simples: a saída do cilindro alimenta todos os freios simultaneamente, logo um vazamento acarreta a perda total do freio.
- Cilindro mestre duplo por eixo: cada saída alimenta um eixo.
- Cilindro mestre duplo cruzado: uma saída alimenta a roda dianteira esquerda e a traseira direita e a outra saída alimenta as rodas restantes. Neste caso o pistão primário do cilindro tem curso útil igual ao secundário e o raio de rolagem deverá ser negativo na suspensão dianteira.